# Польская коалиция
«Польская коалиция» (пол. Koalicja Polska, KP) — коалиция ряда польских либерально-консервативных политических партий, ядром которой является «Польская народная партия». Является частью избирательного блока «Третий путь». 
Основана как парламентская фракция «Польская коалиция — Польская народная партия — Уния европейских демократов — Консерваторы» в Сейме 8-го созыва, с конца 2023 года называется «Польская народная партия — Третий путь». В настоящее время вместе с «Гражданской коалицией» и партиями «Новые левые» и «Польша 2050» формирует Правительство Польши.

## История
Впервые о планах создания коалиции было заявлено на пресс-конференции Польской народной партии 4 февраля 2019 года. Идею поддержал бывший Президент Вроцлава Рафал Дудкевич.
На Выборах в Европарламент в 2019 Польская народная партия входила в состав Европейской коалиции.
4 июля 2019 была создана парламентская фракция Польская народная партия — Польская коалиция в Сейме, состоящая из Польской народной партии, Унии европейских демократов и нескольких бывших членов Гражданской платформы.
5 августа к коалиции присоединилось движение Силезцы вместе. Двумя днями позже в состав коалиции вошла партия Кукиз'15.
На парламентских выборах 2019 года коалиция получила 8,55 % голосов и 30 мест в Сейме.
На Президентских выборах 2020 года какдидат от коалиции Владислав Косиняк-Камыш получил 2,4% голосов, заняв пятое место среди одиннадцати кандидатов.
25 ноября 2020 партия Кукиз'15 была исключена из коалиции из-за того, что 5 из 6 членов коалиции от Кукиз'15 в Сейме проголосовали за вето правительства на европейский бюджет. Фракция Польской коалиции сменила название на Польская коалиция — PSL — UED — Консерваторы.
19 июля 2023 года в состав коалиции вошла либерал-консервативная партия «Согласие».

## Состав
| Партия | Партия                      | Идеология                                         | Лидер                   | Мест в Сейме | Мест в Сенате | Мест в Европарламенте | Мест в Воеводских сеймиках |
| ------ | --------------------------- | ------------------------------------------------- | ----------------------- | ------------ | ------------- | --------------------- | -------------------------- |
|        | Польская народная партия    | аграризм, христианская демократия, протекционизм  | Владислав Косиняк-Камыш | 28 из 460    | 4 из 100      | 2 из 52               | 65 из 552                  |
|        | Центр для Польши            | христианская демократия, либеральный консерватизм | Иренеуш Рась            | 3 из 460     | 1 из 100      | 0 из 52               | 0 из 552                   |
|        | Согласие                    | либеральный консерватизм, социальный консерватизм | Магдалена Срока         | 0 из 460     | 0 из 100      | 0 из 52               | 6 из 552                   |
|        | Уния европейских демократов | социальный либерализм, европейский федерализм     | Эльжбета Бинчицкая      | 0 из 460     | 1 из 100      | 0 из 52               | 1 из 552                   |
|        | Силезцы вместе              | регионализм, автономизм                           | Леон Свачина            | 0 из 460     | 0 из 100      | 0 из 52               | 0 из 552                   |
|        | Польша Fair Play            | консервативный либерализм                         | Йоланта Милас           | 0 из 460     | 0 из 100      | 0 из 52               | 0 из 552                   |

В разное время в коалицию также входили Демократическая партия и Кукиз'15.